# Rungwecebus kipunji
Il cercocebo dell'altopiano o kipunji (Rungwecebus kipunji Ehardt et al., 2005) è una specie di scimmia del vecchio mondo della famiglia Cercopithecidae, endemica della Tanzania.

## Descrizione
È un primate di media taglia, lungo 80–90 cm per un peso di 10–15 kg. Ha una lunga pelliccia grigio-bruna, che digrada verso il bianco-crema sul ventre e si dispone in folte basette sui lati ed in ciuffi eretti in cima alla testa. Il muso e le estremità sono uniformemente nere. La coda è lunga e termina con un ciuffo bianco.

## Biologia

### Comportamento
Il Kipunji ha abitudini arboricole.
Vive in gruppi sociali composti da una trentina esemplari. Per delimitare il territorio dei diversi gruppi i maschi emettono caratteristiche vocalizzazioni di bassa tonalità , descritti come  'honk-bark' (che lo distinguono dalle specie affini Lophocebus albigena e Lophocebus aterrimus, il cui richiamo è descritto come 'whoop-gobbles').

### Alimentazione
Si nutre di foglie, fiori, frutti, licheni e piccoli invertebrati.

## Distribuzione e habitat
Il R. kipunji è diffuso in due differenti aree della Tanzania centro-meridionale: una popolazione di circa 1.000 esemplari vive negli altipiani della foresta di Ndundulu, in prossimità del Parco nazionale dei monti Udzungwa, mentre una seconda popolazione, più numerosa, occupa una area, che dista oltre 400 km dalla precedente, sul monte Rungwe e nell'adiacente Parco nazionale di Kitulo.
Vive nelle foreste montane sino ad una altitudine di circa 2400 metri.

## Tassonomia
Il Kipunji fu scoperto in due differenti siti della Tanzania nel dicembre 2003 e nel luglio 2004 e fu inizialmente assegnato al genere Lophocebus. Accurati studi morfologici e genetici portarono successivamente a classificarlo in un genere a sé stante, denominato Rungwecebus in riferimento al monte Rungwe, dove fu compiuto il primo ritrovamento.  L'ultima scoperta di un nuovo genere di primate risaliva al 1923, quando fu descritto il cercopiteco delle paludi di Allen (Allenopithecus nigroviridis). Dal punto di vista filogenetico Rungwecebus risulta strettamente imparentato con i babbuini del genere Papio.

## Conservazione
La foresta di Rungwe è altamente degradata e la frammentazione dei lembi forestali residui rischia di suddividere la popolazione attuale in tre sottopopolazioni non in contatto fra loro. Lo stato di conservazione della foresta di Ndundulu è decisamente migliore, ma la popolazione ivi residente è più piccola.
La IUCN red list classifica Rungwecebus kipunji come specie in pericolo critico di estinzione.